# Dąbrówka (obwód miński)
Dąbrówka (biał. Дубраўка; ros. Дубровка) – wieś na Białorusi, w obwodzie mińskim, w rejonie wilejskim, w sielsowiecie Ludwinowo.

## Historia
W czasach zaborów zaścianek w gminie Serwecz, w powiecie wilejskim, w guberni wileńskiej Imperium Rosyjskiego. Pod koniec XIX wieku miał 6 dusz rewizyjnych, należała do dóbr Kostyki.
W latach 1921–1945 wieś leżała w Polsce, w województwie wileńskim, w powiecie wilejskim, w gminie Dołhinów.
Według Powszechnego Spisu Ludności z 1921 roku zamieszkiwały tu 363 osoby, 319 było wyznania rzymskokatolickiego a 44 prawosławnego. Jednocześnie 294 mieszkańców zadeklarowało polską, 59 białoruską a 10 rosyjską przynależność narodową. Było tu 69 budynków mieszkalnych. W 1931 w 96 domach zamieszkiwały 393 osoby.
Wierni należeli do parafii rzymskokatolickiej w Spasie i prawosławnej w Dołhinowie. Miejscowość podlegała pod Sąd Grodzki w Krzywiczach i Okręgowy w Wilnie; właściwy urząd pocztowy mieścił się w Dołhinowie.
W wyniku napaści ZSRR na Polskę we wrześniu 1939 miejscowość znalazła się pod okupacją sowiecką. 2 listopada została włączona do Białoruskiej SRR. Od czerwca 1941 roku pod okupacją niemiecką. W 1944 miejscowość została ponownie zajęta przez wojska sowieckie i włączona do Białoruskiej SRR.
Od 1991 w składzie niepodległej Białorusi.
Do 2013 w sielsowiecie Ścieszyce.